# Нордгау (маркграфство)

Нордгау на карте Священной Римской империи (1000)

Нордгау (1035)

Марка Нордгау — государственное образование в Священной Римской империи, существовавшее с X века по 1146 год.
Была создана для защиты границ с королевством Чехия. После вхождения Чехии в состав Германской империи утратила военное значение и превратилась в обычное феодальное княжество в составе герцогства Бавария.
В 1146 году после смерти Дипольда III маркграфство было ликвидировано. Эгерланд получил Фридрих Барбаросса, женатый на дочери Дипольда III, остальные территории были включены в домен баварских герцогов.
Сыновья Дипольда III сохранили титул маркграфов по своим родовым владениям (Фобург).
Список маркграфов Нордгау:
- Бертольд, упом. в 938. Происхождение не выяснено.
- Бертольд фон Швайнфурт (ум. 980) — граф в Раденцгау (960), маркграф в Нордгау (976). Происхождение не выяснено.
- Генрих фон Швайнфурт (ок. 970—1017), сын Бертольда. Граф в нижнем Наабе (981), граф в нижнем Альтмюле (983), маркграф в Нордгау (994), граф в Раденцгау (1002).
- Оттон фон Швайнфурт (ум. 1057), сын. Маркграф в Нордгау (1024—1031), граф в верхнем Наабе (1040), с 1048 герцог Швабии.

Рапотониды:
- Дипольд II фон Хам (убит в 1078)
- Дипольд III (ум. 1146).